# غويلرمو مولينا
غويلرمو مولينا (بالإسبانية: Guillermo Molina)‏ هو لاعب كرة الماء إسباني، ولد في 16 مارس 1984 في سبتة في إسبانيا.

## وصلات خارجية
- غويلرمو مولينا على موقع الاتحاد الدولي للسباحة (الإنجليزية)
- غويلرمو مولينا على موقع اللجنة الأولمبية الدولية (الإنجليزية)
- غويلرمو مولينا على موقع أوليمبيديا (الإنجليزية)